# Pierre de saint Vio
Pour les articles homonymes, voir Vio.
La pierre de saint Vio (ou "barque de saint Vio") est une pierre empreinte de légendes située sur la commune de Tréguennec en Pays Bigouden, dans le Finistère (Bretagne). 
La barque de saint Vio est aujourd'hui inscrite à l'Inventaire du patrimoine culturel immatériel en France pour les pratiques qu'elle a depuis longtemps engendrées.

## Description
La stèle à cupules de l’Âge du Fer (750 à 450 avant J.C) repose sur une base plane. Elle est située sur la dune du territoire du Conservatoire du littoral à cinquante mètres de la chapelle et à une dizaine de mètres de la route qui rejoint le bourg de Tréguennec. Sa hauteur et son diamètre sont à peu près équivalents à un mètre.

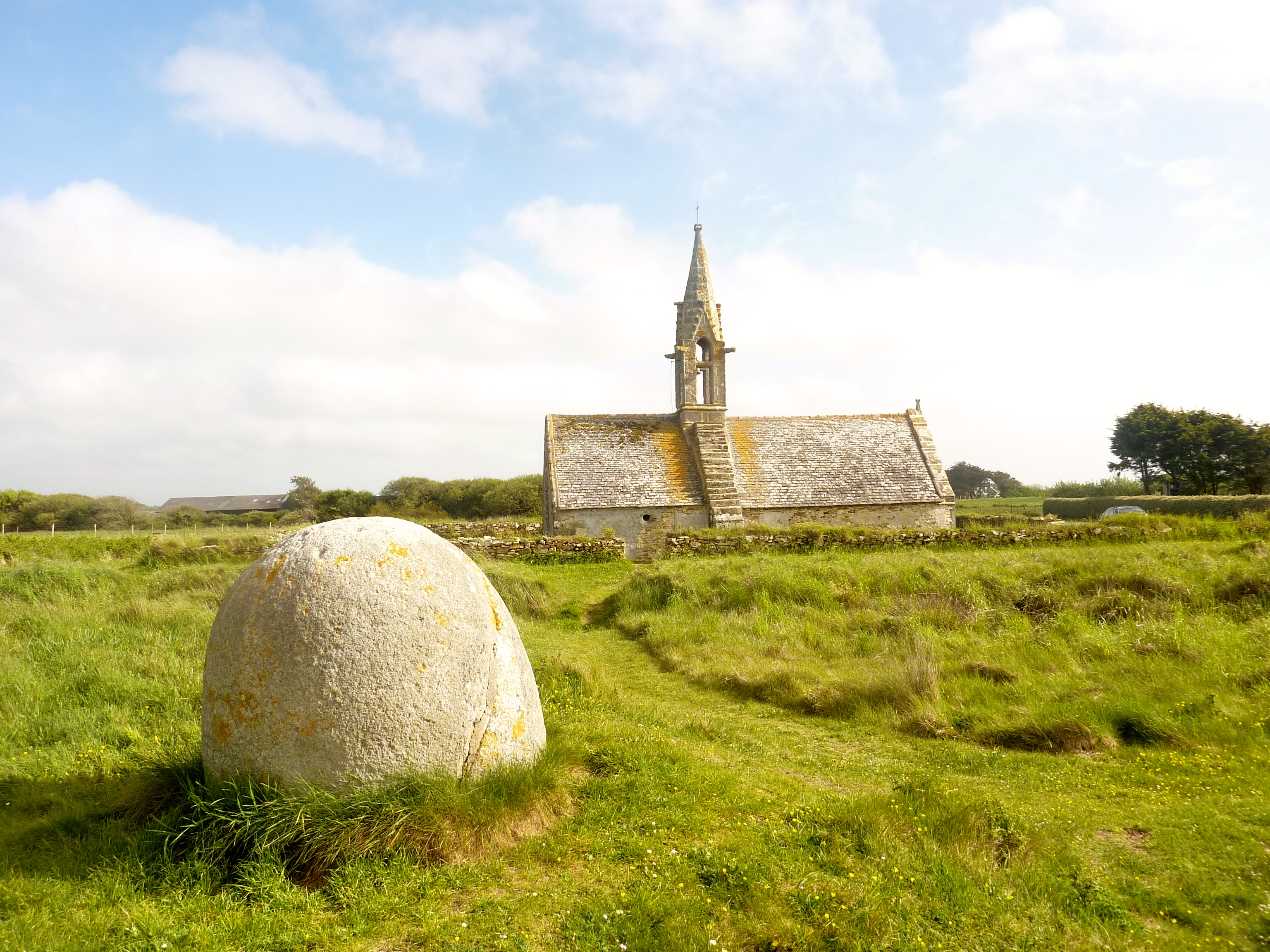
047 Chapelle Saint-Vio

La partie supérieure de la pierre a été ressoudée à son socle en 1988, un joint à la chaux témoigne de cette reconstitution. La pierre aurait été fendue soit par le gel soit par la main de l’homme, du fait de rivalités entre voisins. Une autre version rapporte que la pierre aurait été brisée avec un tracteur ou une charrue lors d'une manœuvre qui visait à la retourner.
La pierre de Saint-Vio serait un vestige de la venue du saint (aussi appelé saint Nonna ou saint Vougay), évêque irlandais, en Armorique au Ve siècle ou VIe siècle. Il fait l’objet d’une célébration le quatrième dimanche de juin. Une procession relie la chapelle, construite à l’endroit où il se serait réfugié en ermite, à la fontaine réputée miraculeuse. Le prêtre en bénit l’eau lors de cette célébration, qui voit honorer et promener le reliquaire de saint Vio, qui ne contient en réalité aucune relique.
Sur le site, un panneau explicatif mis en place par le Conservatoire du littoral fait référence à la légende qui entoure cette stèle : « Chapelle édifiée au XVe siècle à la mémoire de saint Vio arrivé d’Irlande par la mer, si l’on en croit la légende, sur la pierre hémisphérique (dite pierre phallique) ».
Gabriel Puig de Ritalongi écrit en 1894 que « les gens de Tréguennec tournent cette pierre et sont convaincus qu'il n'y a qu'eux capables de la tourner favorablement pour obtenir pluie ou beau temps selon le sens où on la place ».

## Légende

### Récits
Les histoires liées à la présence de la pierre et son culte sont cependant différentes. On en relève trois principales :
- En tout premier lieu, et c’est ce que l’Église retient, la pierre serait le vestige de la barque de pierre de saint Vio, comme l'atteste Albert le Grand en 1636 dans son ouvrage La vie, gestes, mort, et miracles des saincts de la Bretaigne armorique :

« Il se rendit sur le bord de la mer, où, […] il fit un grand miracle : car, s’approchant d’un grand rocher qui estoit sur le bord de la mer, il monta dessus puis […] lui commanda de quitter ce rivage et de lui servir de navire à passer où il plairoit à dieu. »

Cependant, une fois le saint arrivé à l’emplacement de la pierre, le bateau se serait séparé et une partie serait repartie en mer, ce qui explique sa forme actuelle, loin de celle d’une barque. 
- Jusqu’à l’entre-deux-guerres, la pierre a fait l’objet d’un rite populaire lié au travail de la terre. La pierre était alors appelée « pierre à virer le temps ». En effet, à l’occasion des rogations, fête catholique se situant non loin de celle de l’Ascension, le prêtre bénissait les cultures lors d’une procession et d’une messe. Les hommes forts du village devaient quant à eux retourner la partie inférieure de la pierre, à cette époque brisée en deux parties, pour invoquer la pluie ou le beau temps, selon les besoins des cultures afin de s’assurer la meilleure récolte possible. La pierre a depuis été ressoudée et la pratique est devenue impossible.

- Comme pour beaucoup de pierres de Bretagne et notamment les stèles et menhirs, la tradition veut que cette pierre ait aussi un pouvoir de fécondité. Les femmes, et en particulier celles stériles, devaient venir s’y frotter si elles voulaient enfanter et s’assurer une descendance. C’est un autre culte païen très ancien (un des premiers rôles de la pierre) que l’Église a voulu occulter mais qui est toujours connu, si ce n’est pratiqué. La pratique précédemment citée et celle-ci se rejoignent d’ailleurs dans le symbole d’abondance de la pierre.

### Transmission
La transmission de cette légende se fait à l’articulation de l’oral et de l’écrit. Différents modes coexistent :
Le premier est un mode oral que l’on pourrait qualifier de mode « traditionnel ». Cette pierre de saint Vio est attachée à des pratiques transmises de génération en génération. 
Elle fait partie d’un ensemble avec la fontaine et la chapelle. Cet ensemble n'est pas seulement architectural, il formait aussi un espace social. Ainsi, la pierre, connue localement en tant que bateau du saint était aussi présentée comme le théâtre d’une vie nocturne ; les légendes racontent des histoires de korrigans (créature de la nuit bretonne) peuplant la dune qui abrite la pierre. 
La fontaine, quant à elle était connue des paroissiens pour ses bienfaits contre la fièvre mais aussi pour aider les enfants en mal de marche. 

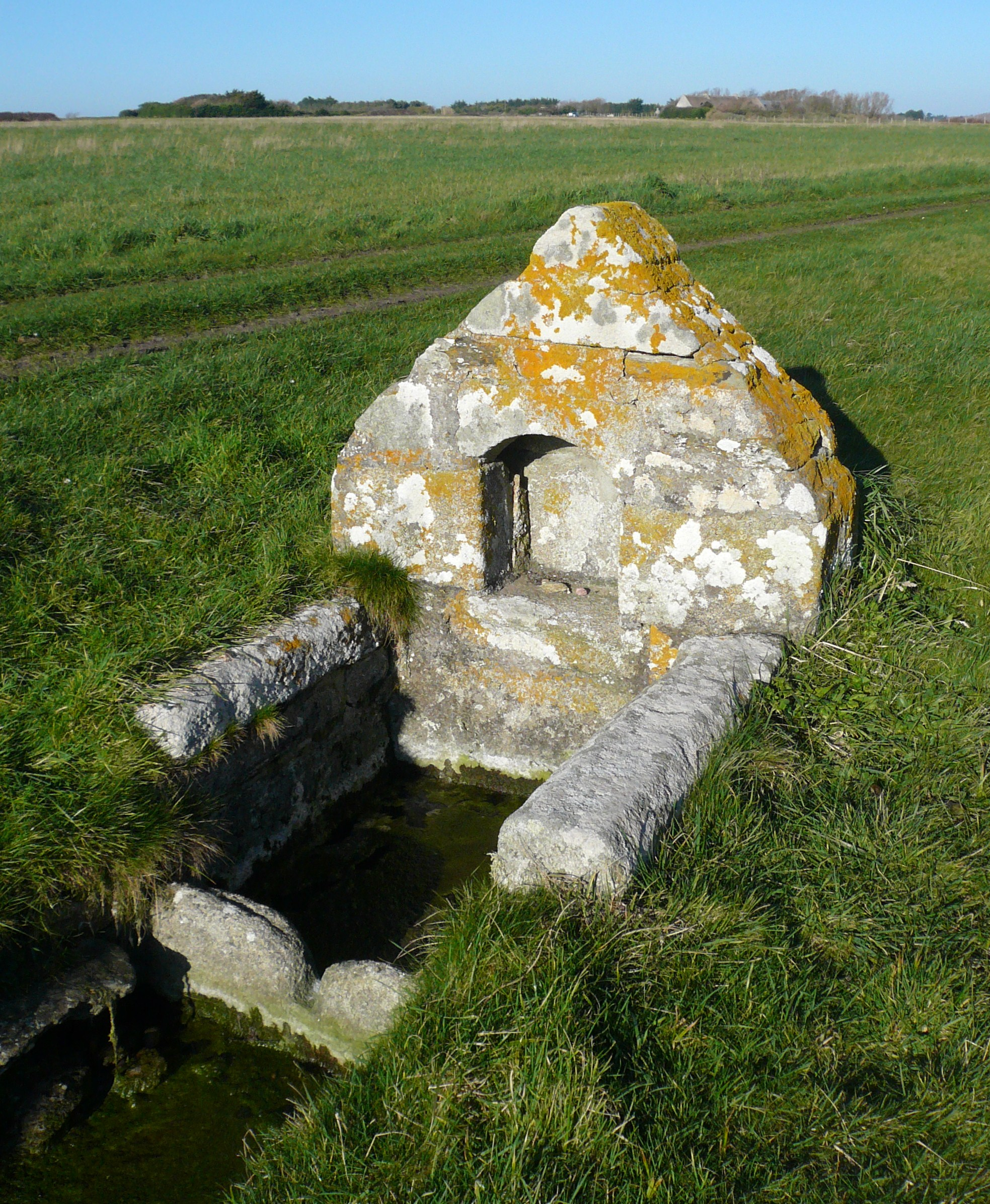
Feunteun Sant Vio

Dans le cas de la pierre de saint Vio, la tradition catholique joue un rôle important dans la transmission. La pierre porte le nom du saint, elle est incluse dans le culte catholique de la commune. 
Les collectes, dont les celles des folkloristes du XIXe siècle jouent aussi un rôle dans la diffusion de cette légende. Le fait de consigner par écrit ces récits légendaires issus de la tradition orale participe à leur transmission. La référence faite au bateau de pierre de saint Vio par Albert Le Grand dans la vie des saints de Bretagne en 1636 ou plus tard par Paul Sébillot dans une de ses collectes est un des modes de connaissance de la légende.
A l’origine, la pierre fendue en deux se trouvait à une vingtaine de mètres de là dans un creux. Elle était en partie recouverte par la végétation. En 1988, l’association de sauvegarde de la chapelle Saint-Vio décide de rapprocher la pierre de cette dernière et de réunir les deux pièces de la stèle. Par le biais de cette action, l’association souhaite mettre en valeur un ensemble patrimonial dédié à saint Vio : la chapelle Saint-Vio, la fontaine du même nom et la pierre ou bateau de saint Vio. À la suite de la restauration de la chapelle, l’association a obtenu le premier prix de la fédération nationale des associations de sauvegarde des sites et ensembles monumentaux (FNASSEM). La pierre fait depuis lors partie d’un ensemble patrimonial visible et accessible au public. Elle est mentionnée de manière quasi systématique lorsqu’une allusion à la chapelle est faite : la pierre est alors l’objet de photographies dans un cadre touristique, des articles de presse y font allusion etc. Cette valorisation du site et de sa légende dans un cadre de tourisme culturel est un nouvel outil de transmission.

## Historique des pierres à légendes
Dès le Ve siècle, des religieux celtes d’Irlande et du pays de Galles, reconnus depuis comme les saints fondateurs de la Bretagne chrétienne, émigrent en terre armoricaine afin d’y répandre la religion catholique.
Dans cet épisode historique aujourd’hui grandement mythifié, la pierre est associée en tant que trace restante de ces évènements. De ce fait, elle fait l’objet d’un véritable culte. Certaines sont des bateaux de pierres utilisés par les saints hommes pour traverser la Manche, d’autres ont sur elle une empreinte, celle d’un corps qui se repose, qui est assis, qui prie, ou encore une trace de pied. Ces pierres, à la base du christianisme en Bretagne, ont cependant fait l’objet de cultes plus anciens, octroyés par le clergé. Elles étaient souvent assimilées à la fécondité ou reliées à une autre légende relatant des faits païens plus anciens.